# The Snow Goose
| 전문가 평가 | 전문가 평가 |
| 평가 점수   | 평가 점수   |
| 출처        | 점수        |
| ----------- | ----------- |
| AllMusic    | [ 1 ]       |

《The Snow Goose》는 1975년 4월에 발매된 영국의 프로그레시브 록 밴드 카멜의 세 번째 스튜디오 음반이다. J. R. R. 톨킨의 《반지의 제왕》에 기반을 두고 1974년 밴드의 이전 음반인 《Mirage》에 등장한 〈The White Rider〉 모음집의 비평적 성공은 이 그룹이 좀 더 소설에서 영감을 받은 개념 모음집을 쓰도록 영감을 주었다.

## 녹음
그 밴드는 다음 음반의 기반이 될 소설 몇 권을 고려했다. 한동안 그들은 헤르만 헤세가 쓴 《싯다르타》에 정착했고, 몇몇 곡들은 폴 갈리코의 중편 소설 《스노 구스(The Snow Goose)》를 위해 이 아이디어가 버려지기 전에 작곡되었다. 원래 《The Snow Goose》였던 이 음반의 이름은 폴 갈리코의 법적 항의를 수용하기 위해 《Music Inspired by The Snow Goose》로 바뀌었다. 이 음반은 원래 갈리코의 텍스트를 바탕으로 한 피처링 가사였지만, 저작권 반대 때문에 포기되었다. 그 음악은 대부분 잉글랜드 데번주에 있는 오두막집에서 2주 동안 작곡되었다.
녹음은 1975년 1월, 런던의 아일랜드 스튜디오에서 프로듀서 데이브 히치콕과 엔지니어 레트 데이비스와 함께 시작되었다. 나중에 오버더빙은 데카 스튜디오에서 녹음되었고 존 번스이 프로듀싱을 맡았다. 런던 심포니 오케스트라가 녹음에 참여했고 데이비드 베드포드가 편곡을 제공했다.
음반 크레딧의 '더플 코트'는 앤드루 래티머와 더그 퍼거슨에 의해 〈Epitaph〉에서 공중에서 날갯짓하는 것을 흉내내기 위해 사용되었다.
이 음반은 1975년 4월에 발매되었고, 결국 그해 여름 영국 음반 차트에서 22위에 올랐다. 그것은 차트에 13주를 보냈고 실버 인증을 받았다. 미국에서, 이 음반은 7월에 발매되었고 162위에 올랐다. 이 음반은 비평적으로 성공했고 유럽과 일본에서 잘 팔렸다. 그리고 2014년에 《프로그》 잡지 독자들이 선정한 역대 100대 프로그레시브 음반에서 31위로 뽑혔다.

## 곡 목록
모든 곡들은 피터 바든스와 앤드루 래티머에 의해 작사/작곡하였다.
| #  | 제목                      | 재생 시간 |
| -- | ------------------------- | --------- |
| 1. | 〈The Great Marsh〉       | 2:02      |
| 2. | 〈Rhayader〉              | 3:01      |
| 3. | 〈Rhayader Goes to Town〉 | 5:19      |
| 4. | 〈Sanctuary〉             | 1:05      |
| 5. | 〈Fritha〉                | 1:19      |
| 6. | 〈The Snow Goose〉        | 3:11      |
| 7. | 〈Friendship〉            | 1:43      |
| 8. | 〈Migration〉             | 2:01      |
| 9. | 〈Rhayader Alone〉        | 1:50      |

| #   | 제목                         | 재생 시간 |
| --- | ---------------------------- | --------- |
| 10. | 〈Flight of the Snow Goose〉 | 2:40      |
| 11. | 〈Preparation〉              | 3:58      |
| 12. | 〈Dunkirk〉                  | 5:19      |
| 13. | 〈Epitaph〉                  | 2:07      |
| 14. | 〈Fritha Alone〉             | 1:40      |
| 15. | 〈La Princesse Perdue〉      | 4:43      |
| 16. | 〈The Great Marsh〉          | 1:20      |

## 인증
| 국가                       | 인증 | 판매량/출하량 |
| -------------------------- | ---- | ------------- |
| 영국 (BPI)                 | 실버 | 60,000^       |
| ^출하량을 기반으로 한 인증 |      |               |